# Charles Morgan Lemann
Charles Morgan Lemann (1806 - 1852) fue un botánico inglés que recogió un gran número de especímenes de plantas, incluidas las de Madeira y Gibraltar. Su colección de 30.000 especies fue catalogada por George Bentham y donada al Herbario de la Universidad de Cambridge.

## Honores

### Eponimia
La especie Banksia lemanniana fue nombrada en su honor.
- La abreviatura «Lemann» se emplea para indicar a Charles Morgan Lemann como autoridad en la descripción y clasificación científica de los vegetales.[4]